# ثاوذورس أبي قرة
ثاوذورس أبي قرة (و. 750 – 820 م) هو قسيس، رجل دين، وكاتب من سوريا، والإمبراطورية البيزنطية، ولد في الرها، توفي في حران عن عمر يناهز 70 عاماً.

## مناصب
تولى منصب أسقف
.